# 아프리카 풋살 네이션스컵
아프리카 풋살 네이션스컵(영어: Africa Futsal Cup of Nations)은 아프리카 축구 연맹 가맹국들의 풋살 국가대표팀들이 참가하는 풋살 국가대항전으로 대회의 공식 스폰서인 토탈의 이름이 붙은 토탈 아프리카 풋살 네이션스컵(영어: Total Africa Futsal Cup of Nations)으로도 알려져 있다. 4년마다 열리고 있으며 FIFA 풋살 월드컵의 아프리카 지역 예선을 겸하고 있다.
1996년 아프리카 풋살 선수권 대회(영어: African Futsal Championship)라는 명칭으로 창설되었으며 2015년 8월 6일, 아프리카 축구 연맹 집행 위원회가 아프리카 네이션스컵의 명칭에 맞춰 대회의 공식 명칭을 '아프리카 풋살 선수권 대회'에서 '아프리카 풋살 네이션스컵'으로 변경했다. 2016년 7월 21일, 아프리카 축구 연맹은 프랑스의 석유회사 토탈과 8년 동안 토탈이 아프리카 축구 협회 산하 모든 대회들의 주요 스폰서가 되는 계약을 체결했다. 대회의 공식 로고에는 풋살 아프리카 네이션스컵(영어: Futsal Africa Cup of Nations)이라는 명칭을 사용하고 있다.
대회가 창설된 이후 현재까지 3개의 풋살 국가대표팀이 대회에서 우승을 차지했으며 이집트 풋살 국가대표팀이 3회 우승하며 가장 많이 대회에서 우승한 풋살 국가대표팀 지위를 차지하고 있다. 이집트 다음으로는 모로코 풋살 국가대표팀이 2회 우승, 리비아 풋살 국가대표팀이 1회 우승이라는 성적을 가지고 있다. 2020년 아프리카 풋살 네이션스컵에서 모로코가 이집트에 5대 0으로 승리하며 2023년 현재 아프리카 풋살 네이션스컵 우승국 지위를 가지고 있다.

## 역대 대회 결과
| 연도   | 개최국            | 결승전    | 결승전         | 결승전    | 3·4위전    | 3·4위전                         | 3·4위전           |
| 연도   | 개최국            | 우승      | 점수           | 준우승    | 3위        | 점수                            | 4위               |
| ------ | ----------------- | --------- | -------------- | --------- | ---------- | ------------------------------- | ----------------- |
| 1996년 | 이집트            | 이집트    | n/a            | 가나      | 짐바브웨   | n/a                             | 소말리아          |
| 2000년 | 이집트            | 이집트    | n/a            | 모로코    | 리비아     | n/a                             | 남아프리카 공화국 |
| 2004년 | 홈 & 원정         | 이집트    | 13 : 7         | 모잠비크  | 기니비사우 | 공동 3위                        | 모로코            |
| 2008년 | 리비아            | 리비아    | 4 : 3 (연장전) | 이집트    | 모로코     | 3 : 1 (연장전)                  | 모잠비크          |
| 2011년 | 부르키나파소      | 대회 취소 | 대회 취소      | 대회 취소 | 대회 취소  | 대회 취소                       | 대회 취소         |
| 2016년 | 남아프리카 공화국 | 모로코    | 3 : 2          | 이집트    | 모잠비크   | 5 : 5 (연장전) 2 : 1 (승부차기) | 잠비아            |
| 2020년 | 모로코            | 모로코    | 5 : 0          | 이집트    | 앙골라     | 2 : 0                           | 리비아            |
| 2024년 | 모로코            | 모로코    | 5 : 1          | 앙골라    | 리비아     | 2 : 2 (연장전) 3 : 1 (승부차기) | 이집트            |

^n/a  라운드 로빈 토너먼트 방식으로 치러짐.

## 국가별 성적
| 순위 | 국가              | 우승                 | 준우승               | 3위            | 4위      |
| ---- | ----------------- | -------------------- | -------------------- | -------------- | -------- |
| 1    | 이집트            | 3 (1996, 2000, 2004) | 3 (2008, 2016, 2020) |                | 1 (2024) |
| 2    | 모로코            | 3 (2016, 2020, 2024) | 1 (2000)             | 2 (2004, 2008) |          |
| 3    | 리비아            | 1 (2008)             |                      | 2 (2000, 2024) | 1 (2020) |
| 4    | 모잠비크          |                      | 1 (2004)             | 1 (2016)       | 1 (2008) |
| 5    | 가나              |                      | 1 (1996)             |                |          |
| 6    | 앙골라            |                      | 1 2024)              | 1 (2020)       |          |
| 7    | 기니비사우        |                      |                      | 1 (2004)       |          |
| 8    | 짐바브웨          |                      |                      | 1 (1996)       |          |
| 9    | 소말리아          |                      |                      |                | 1 (1996) |
| 10   | 소말리아          |                      |                      |                | 1 (2016) |
| 11   | 남아프리카 공화국 |                      |                      |                | 1 (2000) |